# Liocourt
Liocourt je francouzská obec v departementu Moselle v regionu Grand Est. V roce 2013 zde žilo 145 obyvatel.

## Poloha
Sousední obce jsou: Alaincourt-la-Côte, Foville, Juville a Xocourt.

## Vývoj počtu obyvatel
Počet obyvatel